# Sandro Mazzola
Sandro Mazzola (Turijn, 8 november 1942) is een voormalig Italiaans voetballer van Internazionale.
Sandro is de zoon van Valentino Mazzola, ook een voetballer, die omkwam tijdens de Superga-vliegramp op 4 mei 1949 waarbij bijna het hele team van AC Torino omkwam.

## Kunst
Sandro Mazzola is een liefhebber van kunst. Hij verdiepte zich in het werk van meesters als Leonardo da Vinci, Rafaël Santi en Michelangelo. De schilderkunst verdreef het immer aanwezige verdriet een beetje uit zijn hoofd. Zijn hele leven bleef Mazzola treuren vanwege het vroege verlies van zijn vader.

## Internazionale
De begeerte voor de bal hielp Mazzola aan de slag bij Internazionale uit Milaan. Door de naam en reputatie van zijn vader leek hij het aanvankelijk niet te gaan maken. De druk lag te hoog, omdat iedereen verwachtte dat hij minstens zo goed zou zijn als Valentino Mazzola. De coach van Inter, Helenio Herrera bleef echter zoveel vertrouwen in Mazzola houden, dat hij zich uiteindelijk thuis begon te voelen in San Siro.
In de jaren zestig werd Sandro Mazzola dé vedette van Internazionale. Herrera en Mazzola ontwikkelden samen het catenaccio, een zeer verdedigend systeem, en veroverden hiermee de wereld. In 1964 versloeg Inter het onverslaanbaar geachte Real Madrid in de finale van de Europacup I met 3-1, mede dankzij twee goals van Mazzola. Na deze nederlaag was het tijdperk van Alfredo Di Stéfano en Ferenc Puskás definitief voorbij, terwijl het tijdperk van Mazzola net begon.
Een jaar later won de ploeg, met Mazzola nog steeds op het middenveld, opnieuw de Europacup I, door in de finale SL Benfica te verslaan.
Aan het einde van zijn loopbaan, na vijftien jaar trouwe dienst, weigerde Mazzola een zeer lucratieve transfer naar Juventus, omdat hij nooit meer voor een andere club wilde spelen dan Inter.

## Erelijst
Internazionale
- Serie A: 1962/63, 1964/65, 1965/66, 1970/71
- Europacup I: 1963/64, 1964/65
- Wereldbeker voor clubteams: 1964, 1965

 Italië
- Europees kampioenschap voetbal: 1968

Individueel
- Topscorer Serie A: 1964/65 (zeventien doelpunten)
- Topscorer Europacup I: 1963/64 (zeven doelpunten, gedeeld met Vladica Kovačević en Ferenc Puskás)
- FIFA XI: 1967
- UEFA Europees Kampioenschap Team van het Toernooi: 1968
- Ballon d'Or: tweede plaats in 1971
- Hall of Fame van het Italiaans voetbal: 2014